# James Flavin
James Flavin est un acteur américain, de son nom complet James William Flavin Jr., né le 14 mai 1906 à Portland (Maine), mort le 23 avril 1976 à Los Angeles (Californie).

## Biographie
James Flavin débute au cinéma en 1932, apparaissant dans quatre-cent-trois films américains (généralement dans des petits rôles de caractère, souvent non crédités), jusqu'en 1971. En particulier, il participe à plusieurs films de John Ford, le premier en 1932 (Tête brûlée), le dernier en 1964 (Les Cheyennes).
À la télévision, il collabore à soixante-dix-sept séries et à trois téléfilms, entre 1950 et 1976.
Au théâtre, il joue à Broadway (New York) en 1969-1970, dans la pièce The Front Page.
De 1932 jusqu'à sa mort en 1976 (d'une maladie de cœur), il est l'époux de Lucile Browne, actrice américaine née en 1907, décédée dix-sept jours après lui.

## Filmographie partielle

### Au cinéma

#### Années 1930
- 1932 : Les Chasses du comte Zaroff (The Most Dangerous Game) d'Ernest B. Schoedsack et Irving Pichel
- 1932 : Okay, America!, de Tay Garnett
- 1932 : Tête brûlée (Airmail) de John Ford
- 1933 : Riot Squad, de Harry S. Webb
- 1933 : Une nuit seulement (Only Yesterday) de John M. Stahl
- 1933 : King Kong de Merian C. Cooper et Ernest B. Schoedsack
- 1933 : Le Bateau des fugitifs (Ship of Wanted Men) de Lewis D. Collins
- 1935 : Les Joies de la famille (Man on the Flying Trapeze) de Clyde Bruckman
- 1935 : Code secret (Rendezvous) de William K. Howard
- 1935 : Le Secret magnifique (Magnificent Obsession) de John M. Stahl
- 1936 : Mon homme Godfrey (My Man Godfrey) de Gregory La Cava
- 1937 : La Révolte (San Quentin) de Lloyd Bacon
- 1937 : My Dear Miss Aldrich de George B. Seitz
- 1937 : I Promise to Pay de D. Ross Lederman
- 1938 : Les Flibustiers (The Buccaneer) de Cecil B. DeMille
- 1938 : Un envoyé très spécial (Too Hot to Handle) de Jack Conway
- 1938 : Pilote d'essai (Test Pilot) de Victor Fleming
- 1938 : Vous ne l'emporterez pas avec vous (You can't take it with you) de Frank Capra
- 1938 : Le Duc de West Point (The Duke of West Point) d'Alfred E. Green
- 1938 : Amants (Sweethearts) de W. S. Van Dyke
- 1938 : Start Cheering d'Albert S. Rogell
- 1938 : L'Ange impur (The Shopworn Angel) de H. C. Potter
- 1939 : Le Brigand bien-aimé (Jesse James) de Henry King
- 1939 : Mr. Wong in Chinatown de William Nigh
- 1939 : Pacific Express (Union Pacific) de Cecil B. DeMille
- 1939 : 6000 Enemies de George B. Seitz
- 1939 : Sous faux pavillon (Calling All Marines) de John H. Auer

#### Années 1940
- 1940 : Rendez-vous à minuit (It All Came True) de Lewis Seiler
- 1940 : Les Raisins de la colère (The Grapes of Wrath) de John Ford
- 1940 : L'Étrange Aventure (Brother Orchid) de Lloyd Bacon
- 1940 : The Great Profile de Walter Lang
- 1940 : Rhythm on the River de Victor Schertzinger
- 1941 : La Reine des rebelles (Belle Starr ou Belle Starr, the Bandit Queen) d'Irving Cummings
- 1941 : Texas, de George Marshall
- 1941 : La Grande Évasion (High Sierra) de Raoul Walsh
- 1941 : Kathleen de Harold S. Bucquet
- 1941 : Mardi gras (Sunny) d'Herbert Wilcox
- 1941 : L'Or du ciel (Pot o' Gold) de George Marshall
- 1941 : The Wild Man of Borneo de Robert B. Sinclair
- 1941 : Sleepers West d'Eugene Forde
- 1941 : The Night of January 16th de William Clemens
- 1942 : Les Naufrageurs des mers du Sud (Reap the Wild Wind) de Cecil B. DeMille
- 1942 : Broadway, de William A. Seiter
- 1942 : Gentleman Jim de Raoul Walsh
- 1942 : Larceny, Inc. de Lloyd Bacon
- 1942 : Le Caïd (The Big Shot) de Lewis Seiler
- 1943 : Le ciel peut attendre (Heaven can wait) d'Ernst Lubitsch
- 1943 : Air Force d'Howard Hawks
- 1944 : Laura d'Otto Preminger
- 1945 : Escale à Hollywood (Anchors Aweigh) de George Sidney
- 1945 : L'assassin rôde toujours (The Spider) de Robert D. Webb
- 1945 : Le Roman de Mildred Pierce (Mildred Pierce) de Michael Curtiz
- 1945 : Pillow to Post de Vincent Sherman
- 1945 : Johnny Angel d'Edwin L. Marin
- 1946 : Meurtre au port (Nobody Lives Forever) de Jean Negulesco
- 1946 : L'Emprise du crime (The Strange Love of Martha Ivers) de Lewis Milestone
- 1946 : Ève éternelle (Easy to Wed) d'Edward Buzzell
- 1946 : L'Évadé de l'enfer (Angel on My Shoulder) d'Archie Mayo
- 1946 : Cape et Poignard (Cloak and Dagger) de Fritz Lang
- 1947 : Dernière lune de miel (Lost Honeymoon) de Leigh Jason
- 1947 : Les Magiciens du swing (The Fabulous Dorseys) d'Alfred E. Green
- 1947 : La Furie du désert (Desert Fury) de Lewis Allen
- 1947 : La Brune de mes rêves (My Favorite Brunette) d'Elliott Nugent
- 1948 : Un caprice de Vénus (One Touch of Venus) de William A. Seiter
- 1948 : Les Pillards (The Plunderers), de Joseph Kane
- 1949 : Deux Nigauds chez les tueurs (Abbott and Costello meet the Killer, Boris Karloff) de Charles Barton
- 1949 : Monsieur Joe (Mighty Joe Young) d'Ernest B. Schoedsack

#### Années 1950
- 1950 : Armored Car Robbery de Richard Fleischer
- 1950 : Planqué malgré lui (When Willie Comes Marching Home) de John Ford
- 1950 : Destination murder d'Edward L. Cahn
- 1950 : Le Bistrot du péché (South Sea Sinner) de H. Bruce Humberstone
- 1951 : Opération dans le Pacifique (Operation Pacific) de George Waggner
- 1952 : Un amour désespéré (Carrie) de William Wyler
- 1952 : La Première Sirène (Million Dollar Mermaid) de Mervyn LeRoy
- 1953 : Fighter Attack de Lesley Selander
- 1955 : Permission jusqu'à l'aube (Mister Roberts) de John Ford, Mervyn LeRoy et Joshua Logan
- 1957 : Le Survivant des monts lointains (Night Passage) de James Neilson
- 1957 : Car sauvage est le vent (Wild is the Wind) de George Cukor
- 1958 : La Dernière Fanfare (The Last Hurrah) de John Ford

#### Années 1960
- 1963 : Un monde fou, fou, fou, fou (It's a Mad Mad Mad Mad World) de Stanley Kramer
- 1963 : Ma femme est sans critique (Critic's Choice) de Don Weis
- 1964 : Les Cheyennes (Cheyenne Autumn) de John Ford
- 1967 : De sang-froid (In Cold Blood) de Richard Brooks

#### Années 1970
- 1971 : Un singulier directeur (The Barefoot Executive) de Robert Butler

### À la télévision

#### Années 1950
- 1955 : Le Choix de... (Screen Directors Playhouse)
  - Saison unique, épisode 1 Gouverneur malgré lui (Meet the Governor) de Leo McCarey
- 1958 : La Flèche brisée (Broken Arrow)
  - Saison 2, épisode 23 Hired Killer de Charles F. Haas
- 1958-1962 : Alfred Hitchcock présente (Alfred Hitchcock presents)
  - Saison 4, épisode 8 Safety for the Witness (1958) de Norman Lloyd
  - Saison 7, épisode 36 First Class in Honeymoon (1962) de Don Weis

#### Années 1960
- 1960 : Première série Les Incorruptibles  (The Untouchables)
  - Saison 1, épisode 23 Trois milliers de suspects (Three Thousand Suspects)
  - Saison 2, épisode 7 Le Gang pourpre (The Purple Gang) de Walter Grauman
- 1960 : L'Homme à la carabine (The Rifleman)
  - Saison 2, épisode 27 The Lariat de Don Medford
- 1960-1961 : La Quatrième Dimension (The Twilight Zone)
  - Saison 1, épisode 32 : Coup de trompette (A Passage for Trumpet) de Don Medford
  - Saison 3, épisode 13 Il était une fois (Once Upon a Time) de Norman Z. McLeod
- 1960-1965 : Lassie
  - Saison 7, épisode 6 The Gentle Tiger (1960)
  - Saison 11, épisode 29 Trouble below Zero (1965) de William Beaudine
- 1961-1965 : Monsieur Ed, le cheval qui parle (Mister Ed)
  - Saison 1, épisode 4 Kiddy Park (1961) d'Arthur Lubin et épisode 15 Ed's New Shoes (1961) d'Arthur Lubin
  - Saison 3, épisode 17 Unemployment Show (1963) d'Arthur Lubin
  - Saison 4, épisode 6 Don't laugh at Horses (1963)
  - Saison 6, épisode 1 Ed the Counterspy (1965) d'Arthur Lubin, épisode 3 Ed sniffs out a Cold Clue (1965) d'Arthur Lubin, épisode 4 Spies strike back (1965) d'Arthur Lubin, et épisode 6 Anybody got a Zebra ? (1965) d'Arthur Lubin
- 1962 : Le Gant de velours (The New Breed)
  - Saison unique, épisode 30 Hail, Hail, the Gang's All Here de Walter Grauman
- 1962 : Suspicion (The Alfred Hitchcock Hour)
  - Saison 1, épisode 10 Day of Reckoning de Jerry Hopper
- 1964 : Adèle (Hazel)
  - Saison 3, épisode 30 Campaign Manager de William D. Russell
- 1965 : La Famille Addams (The Addams Family)
  - Saison 1, épisode 21 Levez la main droite et dites « Je le jure ! » (The Addams Family in Court)
- 1965 : Première série L'Homme à la Rolls (Burke's Law)
  - Saison 2, épisode 26 Who killed Cop Robin ?
- 1965 : Le Monde merveilleux de Disney (The Wonderful World of Disney ou Disneyland)
  - Saison 12, épisode 2 The Further Adventures of Gallegher. A Case of Murder
- 1965 : Le Jeune Docteur Kildare (Dr. Kildare)
  - Saison 5, épisode 21 A Gift of Love et épisode 23 Going Home
- 1968 : Opération vol (It takes a Thief)
  - Saison 2, épisodes 7 et 8 Opération Centaure, 1re et 2e parties (Hans across the Border, Parts I & II) de Don Weis

#### Années 1970
- 1976 : Switch
  - Saison 1, épisode 24 Round Up the Usual Suspects de John Newland

#### Téléfilms
- 1962 : Ernestine de Sidney Salkow
- 1976 : Law and Order de Marvin J. Chomsky
- 1976 : Francis Gary Powers : The True Story of the U-2 Spy Incident de Delbert Mann

## Théâtre (à Broadway)
- 1969-1970 : The Front Page, pièce de Ben Hecht et Charles MacArthur, avec Robert Ryan, Helen Hayes (adaptée au cinéma en 1931, en 1940 et en 1974)